# Драчка митрополија
Драчка митрополија (грч. Μητρόπολη Δυρραχίου) је била православна црквена област (митрополија) са седиштем у позноримском и потоњем византијском граду Драчу (грч. Δυρράχιον, лат. Dyrrhachium).
Настала је током 4. века, након увођења митрополитског система. Пошто је антички Драч био главни град тадашње позноримске провинције Нови Епир, драчки епископ је добио митрополитску власт над свим епископима у тој провинцији. Почевши од 8. века, налазила се под врховном јурисдикцијом Цариградске патријаршије. Током византијског периода, Драчка митрополија је имала надлежност над свим епископијама на подручју Драчке теме, која је обухватала приморске области данашње Албаније, а у појединим периодима и приморске области данашње Црне Горе.
Након млетачког освајања Драча (1205), започео је период дуготрајне политичке нестабилности, који се огледао у честом смењивању државних господара, а такво стање је потрајао све до турског освајања (1501). У међувремену је дошло до постепеног распадања драчке црквене области (митрополије), чија је средишња (Драчка) епархија на крају потпала од надлежност Охридске архиепископије.

## Антички период
Појава раног хришћанства на источним обалама Јадранског мора везује се за прве векове хришћанске историје. Током позног античког периода, у најзначајнијим градовима римске провинције Нови Епир (грч. Νέα Ήπειρος, лат. Epirus Nova) развиле су се локалне епископије. Након увођења митрополитског система у 4. веку, драчки епископ је добио митрополитску власт над свим епископима у тој провинцији, пошто је антички Драч био главни град Новог Епира.
Након коначне поделе Римског царства (395), провинција Нови Епир је заједно са својом Драчком митрополијом и њеним епископијама потпала под власт источноримских, односно византијских царева, који су столовали у Константинопољу. Међу тадашњим драчким митрополитима познати су: Евхарије (грч. Εὐχάριος), који је учествовао у раду Трећег васељенског сабора (431) и Лука (грч. Λουκάς), који је учествовао у раду Четвртог васељенског сабора (451).
Учешће тадашњих драчких митрополита на поменутим васељенским саборима (трећем и четвртом), на којима су донете одлуке о непромењивости (431) и потврди (451) изворног Никејско-цариградског симбола вере, представља сведочанство о њиховој привржености хришћанском правоверју, односно православљу.

## Византијски период
Током 6. и 7. века, подручје Новог Епира се нашло међу рановизантијским областима које су у више наврата биле опустошене од стране Словена, а потом и Авара. Унутрашњост провинције је пострадала, а многи градови су разорени, заједно са својим епископијама.
Царска власт се одржала само у Драчу и непосредној околини. Међу тадашњим драчким митрополитима познати су: Сисиније (грч. Σισίνιος), који је учествовао у раду помесног Цариградског сабора (692) и Нићифор (грч. Νικηφόρος), који је учествовао у раду Седмог васељенског сабора (787). Током 8. века, сужена Драчка митрополија потпала је под надлежност Цариградске патријаршије, чиме је означен почетак њене поновне консолидације.
Оснивањем Драчке теме почетком 9. века, порастао је и значај Драчке митрополије. Упоредо са територијалним ширењем Драчке теме, постепено се ширила и надлежност драчких митрополита, који су почетком 10. века под својом јурисдикцјом још увек имали само четири епископа, али тај број се након даљег територијалног ширења Драчке теме крајем 10. и почетком 11. века постепено повећао на чак 15 епархија, укључујући и поједине епископије у околном арбанашком и српском залеђу (Кројанска, Љешка, Пилотска, Дривастанска, Скадарска, Барска, Дукљанска).
Као једна од најзападнијих црквених области Цариградске патријаршије, православна Драчка митрополија је била непосредно суочена са опсаностима које су проистицале из догматских промена које су узеле маха на хришћанском западу. Римска црква је 1014. године озваничила прихватање уметка Filioque, чиме је био отворен пут ка Великом расколу (1054). Међу православним јерарсима који су учествовали у раду Цариградског сабора, одржаног 20. јула 1054. године, био је и тадашњи драчки митрополит Лаврентије (грч. Λαυρέντιος). На том сабору је изречена једногласна осуда филиоквистичког учења о двоструком исхођењу Светог Духа. Такво учење је проглашено за јерес, а учешће драчког митрополита у доношењу те одлуке сведочи да је Драчка митрополија била дубоко привржена хришћанском правоверју, односно православљу.
Питање очувања хришћанске правоверности било је од посебне важности за даљи развој верских односа на северним подручјима Драчке митрополије, на којима су се преплитали утицаји источног и западног хришћанства. На тим просторима, утицај Драчке митрополије се укрштао са претензијама Дубровачке надбискупије, која је била потчињена Римској цркви. Услед постепеног сужавања византијске власти на тим странама, Драчка митрополија је у другој половини 11. века и током 12. века изгубила неке од најсевернијих епископија, али је задржала регионални значај све до пропасти Драчке теме и млетачког освајања Драча (1205).
Иако је Драч већ током 1213. године потпао под власт Епирске државе, драчки митрополит Роман (грч. Ρωμανός) је 1220. године још увек боравио у избеглиштву у Никеји, где је учествовао у раду помесног сабора. Један од његових наследника на архијерејском трону у Драчу био је и чувени Константин Кавасила (грч. Κωνσταντίνος Καβάσιλας), који је касније проглашен за светитеља.
Током читавог 13. и 14. века, у драчкој области је долазило до честог смењивања различитих државних власти, што је довело до постепеног распада драчке црквене покрајине, поготово током периода владавине разних римокатоличких господара (1258-1266, 1272-1284, 1304-1368). Након распада митрополије, њена централна Драчка епархија је потпала од надлежност суседне Охридске архиепископије. Након укидања те архиепископије (1767), Драчка епархија је потпала под непосредну надлежност Цариградске патријаршије, а такво стање је потрајало све до стварања Албанске православне цркве (1922).

## Надлежност над српским областима
Историјске везе између Драчке митрополије и српских земаља биле су предмет разних истраживања, са посебним фокусом на раном нововековном периоду. У српској историографији су тим поводом формулисане две групе питања, од којих се прва односи на временски и просторни опсег надлежности драчких митрополита над појединим областима у српском приморју, док се друга група питања односи на евентуалну надлежност Драчке митрополије над појединим српским областима у унутрашњости. Ту комплексну проблематику истраживали су истакнути српски историчари, почевши од Стојана Новаковића, Станојa Станојевићa, Филарета Гранића, Симе Ћирковића и Тибора Живковића, до Јованке Калић, Радомира Поповића и неколицине млађих истраживача.
Прве изричите вести о српским везама са византијским Драчем потичу из времена византијско-бугарских ратова, када је Драчка тема била главно византијско упориште на западном делу фронта. Тим поводом, драчки стратег Лав Равдух је око 917. године водио преговоре са српским кнезом Петром Гојниковићем око уласка Кнежевине Србије у рат на страни Византије. У то време, почетком 10. века, Драчка тема је према северу допирала само до града Љеша, али већ средином истог века, у време настанка историографског списа De administrando imperio, на северу је поред Љеша обухватала и градове Улцињ и Бар, на граници према српској кнежевини Дукљи.
Поменути подаци сведоче о несумњивима везама између византијског Драча и српских земаља, а пошто су политички планови византијског двора по правилу били повезани са вођењем верске политике, исти подаци су послужили као основа за извођење претпоставке о тадашњем утицају Драчке митрополије на рани развој црквеног живота у српским земљама. Тим поводом је настала и претпоставка о могућој надлежности Драчке митрополије над древном Рашком епископијом (пре 1020. године), уз указивање на разна питања која су проистицала из спорова око разграничења црквене јурисдикције између Драчке митрополије и Охридске архиепископије у периоду између обнове византијске власти у Охриду (1018) и издавања друге охридске повеље цара Василија II (1020).
У то време, крајем 10. и почетком 11. века, Драчка митрополија је имала неспорну јурисдикцију над знатним делом српског приморја, што је посведочено пописом њених епископија у општем списку митрополија и епископија Цариградске патријаршије (лат. Notitiae episcopatuum Ecclesiae Constantinopolitanae). Поред епископија на ширем драчко-скадарском подручју (Кројанска, Љешка, Пилотска, Дривастанска, Скадарска), Драчкој митрополији су у то време припадала још два православна владичанства, која се изричито помињу у епископском списку бр. 10, а то су: Барска епископија (са седиштем у граду Бару) и Дукљанска епископија (која је обухватала унутрашњост српске области Дукље).
Настанак ових православних епископија објашњава се ранијим ширењем Драчке митрополије, до чега је дошло током друге половине 10. века, упоредо са тадашњим ширењем Драчке теме према северу. Тај процес је био убрзан након пропасти Првог бугарског царства (969-971), када је Драчка тема добила на важности, пошто је недуго потом (већ након 976. године) постала једно од најзначајнијих византијских упоришта наспрам новоствореног Самуиловог царства.
Даљим ширењем византијске власти у време коначног сламања Самуиловог царства (1014-1018), знатно је проширен и просторни опсег Драчке теме, а самим тим и Драчке митрополије, услед чега је византијски цар Василије II у својој другој охридској повељи из 1020. године морао да опомене тадашњег драчког митрополита да не преступа у области које су додељене суседној Охридској архиепископији. Тиме је у доба непосредне византијске власти у српским земљама (1018-1035) успостављено разграничење између два православна центра, Охрида и Драча: стара Рашка епископија потпала је под надлежност Охридске архиепископије, док је Дукљанска епископија, према раније поменутом списку (Notitiae episcopatuum, бр. 10) била у надлежности Драчке митрополије.
У то време, Драчка тема је била главно византијско упориште према Дукљи и осталим кнежевинама у српском приморју. Након избијања устанка под кнезом Стефаном Војиславаом око 1035. године, Драч је постао главна византијска база за војна дејства против Дукље, што се одразило и на практично вршење надлежности драчког митрополита над српским приморјем. Услед политичких промена које су настале стварањем државе Војислављевића, дошло је до знатних новина у области црквеног уређења. За време владавине краља Михаила, успостављени су непосредни контакти са тадашњим римским папом Гргуром VII, који се бавио решавањем спорова између две римокатоличке надбискупије, Дубровачке и Сплитске (1078). До тог времена, дубровачки надбискупи су већ увелико успели да преузму надлежност над црквеним центрима у дукљанском приморју, што је према мишљењу Симе Ћирковића учињено управо на штету Драчке митрополије.
Даља експанзија Римокатоличке цркве и њене Дубровачке надбискупије према ширем подручју православне Драчке митрополије посведочена је сликовитим примером из 1167. године, када је римски папа Александар III (1159-1181) покушао да свој утицај прошири и на сам Драч, али без успеха. У исто време, дошло је до црквених превирања у Бару и Улцињу.
Сви ти догађаји су коинцидирали са поновним јачањем византијске власти над српским приморјем за владавине цара Манојла I (1143-1180). Тада је дошло до поновног учвршћивања непосредне византијске власти у широј скадарској области, али није познато да ли је тим поводом дошло до обнове надлежности Драчке митрополије над свим тамошњим црквеним центрима. Око 1185. године, српски велики жупан Стефан Немања коначно је протерао византијску власт из приморских српских области и градова. Упоредо са ослобођењем Дукље и Котора, Немања је заузео и јужне градове: Бар, Улцињ, Свач, Скадар, Дриваст, Сард и Дањ. За време владавине његовог сина Вукана, који је носио титулу краља Далмације и Дукље, на тим просторима је озваничено постојање римокатоличке Барске надбискупије (1199), која је обухватала и поменуте градове.
У циљу обнове црквеног уређења и очувања православља у тим областима, први српски архиепископ свети Сава је 1219. године, након добијања црквене аутокефалности, одлучио да се на приморским подручјима, која су у ранијим временима припадала бившим православним епископијама Драчке митрополије (Дукљанска, Барска, Скадарска, Дривастанска, Пилотска), установи нова Зетска епископија која је тиме постала и баштиница старијег православног наслеђа на тим просторима, што је утицало и на добијање истакнутог места међу светосавским епископијама.
У спомен на постојање некадашње православне Дукљанске епископије, која је током друге половине 10. и прве половине 11. века била у саставу Драчке митрополије, Српска православна црква је 2004. године донела одлуку о установљењу службе и звања викарног епископа диоклијског.